# Resolutie 1473 Veiligheidsraad Verenigde Naties
Resolutie 1473 van de Veiligheidsraad van de Verenigde Naties werd unaniem aangenomen op 4 april 2003. De Veiligheidsraad besloot het militaire component van de UNMISET-missie in Oost-Timor minder snel in te krimpen dan voorzien.

## Achtergrond
Na jaren onder bezetting van Indonesië en de installatie van een internationale troepenmacht werd Oost-Timor in 2002 onafhankelijk. Doch lag het land door oorlogen en burgeroorlogen in puin. Op de dag dat Oost-Timor internationaal erkend werd, werd de UNMISET-missie opgericht. Die installeerde een militaire- en een politiemacht in het land voor een periode van twaalf maanden. Die periode werd na het vooruitgangsrapport van secretaris-generaal Kofi Annan (zie paragraaf °6 hieronder) met een jaar verlengd.

## Inhoud
De Veiligheidsraad:
- Bevestigt de vorige resoluties over de kwestie, 1410 in het bijzonder.
- Herhaalt zijn volle steun voor de speciale vertegenwoordiger van secretaris-generaal Kofi Annan en de VN-ondersteuningsmissie in Oost-Timor.
- Verwelkomt de geboekte vooruitgang sinds de onafhankelijkheid in 2002.
- Merkt op dat er nog veel werk is inzake veiligheid en stabiliteit.
- Onderstreept dat de versterking van de politie een prioriteit is.
- Heeft het rapport van de secretaris-generaal over UNMISET van 3 maart gezien.
- Heeft ook de brief van de ondersecretaris-generaal van vredesoperaties van 28 maart gezien.

1. Beslist dat de samenstelling en grootte van de politiemacht binnen UNMISET en het schema voor de verkleining ervan aangepast worden volgens het rapport van de secretaris-generaal als volgt:
i. Toevoeging van een internationale eenheid gedurende één jaar.
ii. Bijkomende opleiding in sleutelgebieden.
iii. Meer nadruk op mensenrechten en wethandhaving.
iv. Meer toezicht en advisering waar de politiemacht door Oost-Timor wordt uitgeoefend.
v. Opvolging van de aanbevelingen van de Gezamenlijke Politiebeoordelingsmissie van november 2002.
vi. Aanpassing van het overdrachtsplan van de politiemacht naar Oost-Timor.
2. Beslist het schema voor de verkleining van het militaire component van UNMISET tot december 2003 aan te passen volgens de brief van de ondersecretaris-generaal. Twee bataljons worden in die periode behouden nabij de Tactische Coördinatielijn en de verkleining tot 1750 vredeshandhavers zal geleidelijker gebeuren dan voorzien in resolutie 1410.
3. Vraagt de secretaris-generaal voor 20 mei een herziene militaire strategie te bezorgen voor de verkleining van het militaire component van UNMISET.
4. Vraagt de secretaris-generaal de Veiligheidsraad op de hoogte te houden van de ontwikkelingen.
5. Vraagt de overheid van Oost-Timor goed samen te werken met UNMISET.
6. Beslist van de zaak op de hoogte te blijven.

## Verwante resoluties
- Resolutie 1392 Veiligheidsraad Verenigde Naties (2002)
- Resolutie 1410 Veiligheidsraad Verenigde Naties (2002)
- Resolutie 1480 Veiligheidsraad Verenigde Naties
- Resolutie 1543 Veiligheidsraad Verenigde Naties (2004)

Lijst ·  1455 ·  1456 ·  1457 ·  1458 ·  1459 ·  1460 ·  1461 ·  1462 ·  1463 ·  1464 ·  1465 ·  1466 ·  1467 ·  1468 ·  1469 ·  1470 ·  1471 ·  1472 ·  1473 ·  1474 ·  1475 ·  1476 ·  1477 ·  1478 ·  1479 ·  1480 ·  1481 ·  1482 ·  1483 ·  1484 ·  1485 ·  1486 ·  1487 ·  1488 ·  1489 ·  1490 ·  1491 ·  1492 ·  1493 ·  1494 ·  1495 ·  1496 ·  1497 ·  1498 ·  1499 ·  1500 ·  1501 ·  1502 ·  1503 ·  1504 ·  1505 ·  1506 ·  1507 ·  1508 ·  1509 ·  1510 ·  1511 ·  1512 ·  1513 ·  1514 ·  1515 ·  1516 ·  1517 ·  1518 ·  1519 ·  1520 ·  1521